# Sebastián Palacios
Sebastián Alberto Palacios (San Miguel de Tucumán, 20 gennaio 1992) è un calciatore argentino, attaccante del Talleres (C).

## Caratteristiche tecniche
È un'ala destra abile nel dribbling, che può giocare anche al centro dell'attacco.

## Palmarès

### Club

#### Competizioni nazionali
- Copa Argentina: 1

Boca Juniors: 2014-2015
- Campionato argentino: 1

Boca Juniors: 2015
- Coppa di Grecia: 2

Panathīnaïkos: 2021-2022, 2023-2024
- Supercopa Internacional: 1

Talleres: 2023